# Ristretto

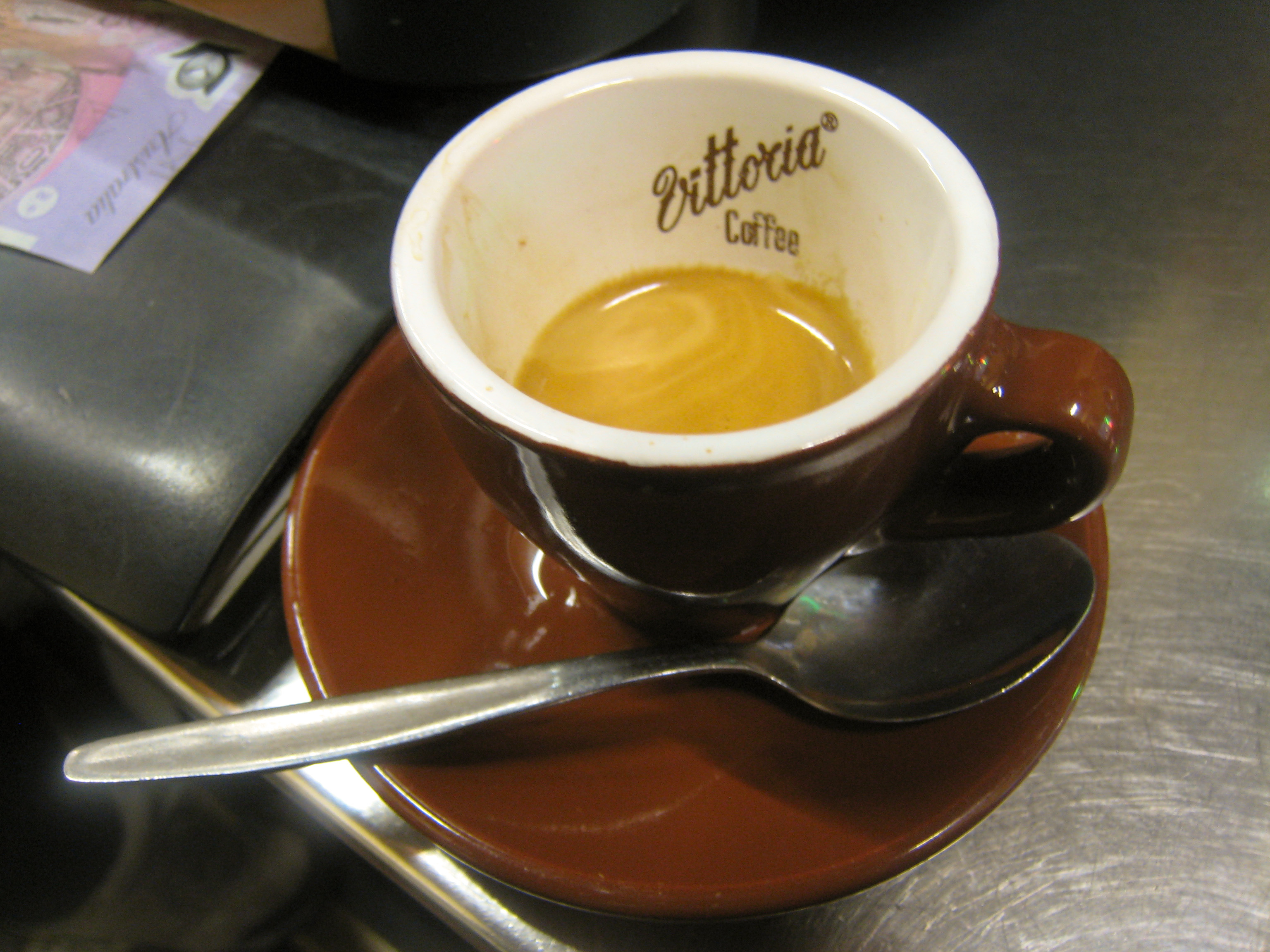
Een ristretto in een espressokopje

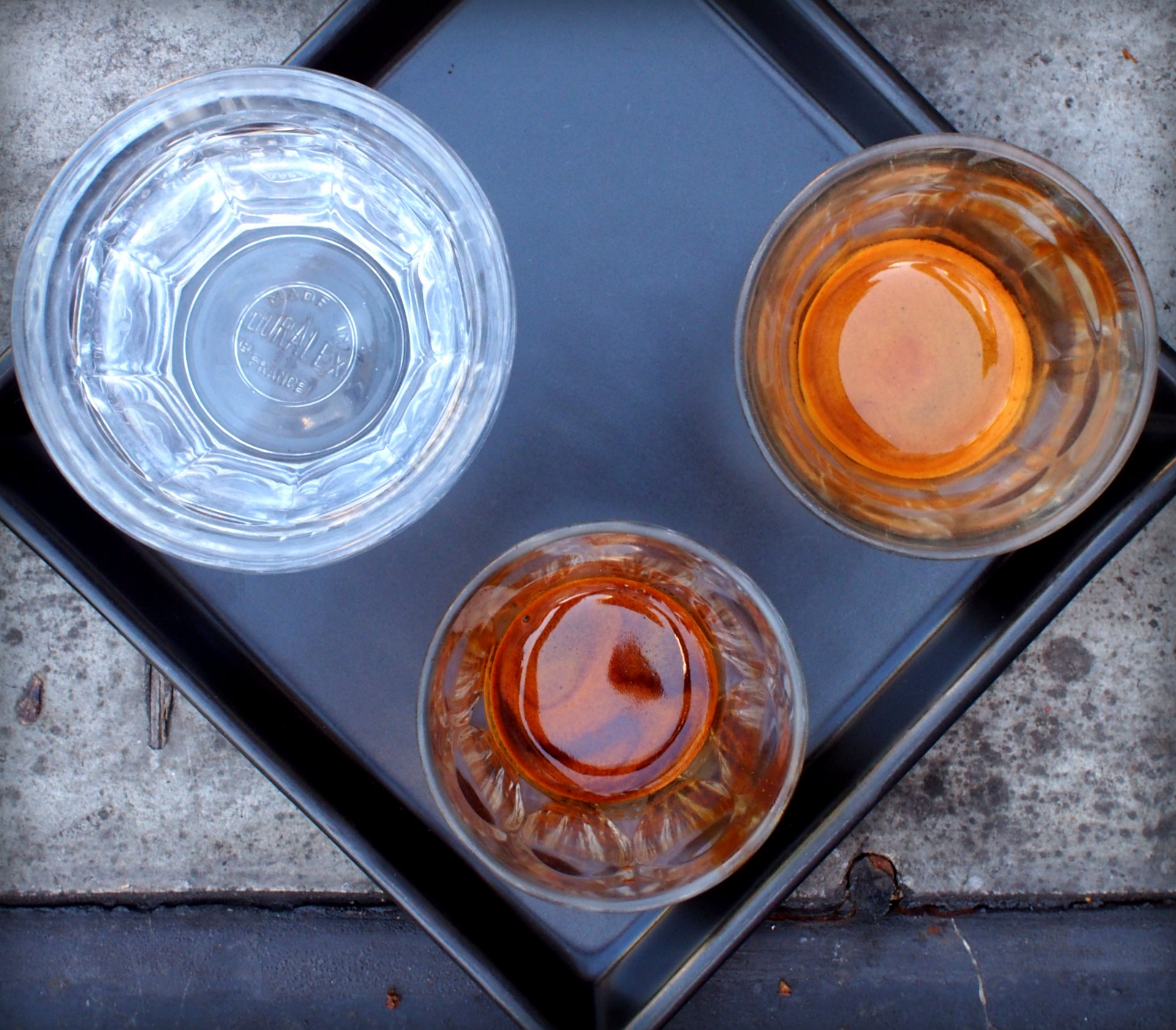
Twee helften van een espresso. Het onderste glas bevat de eerste donkere helft van de espresso (en is daarmee een ristretto) en het rechter glas de tweede lichtere helft.

Een ristretto is een kleine, sterke kop koffie van 15 à 20 ml. De hoeveelheid is daarmee ongeveer één à twee slokken. Het woord ristretto betekent beperkt in het Italiaans.
Oorspronkelijk werd bij een ristretto het water sneller door de koffiemachine gehaald dan bij een espresso, maar werd voor beide varianten evenveel water gebruikt. Doordat het water korter in aanraking komt met de gemalen koffie, komt er minder cafeïne vrij, en relatief meer smaakdragers (oliën en gekaramelliseerde suikers). Hierdoor is ristretto intenser, smaakvoller en aromatischer dan espresso. De bittere koffiesmaak wordt juist minder goed opgenomen door de korte aanrakingstijd waardoor ristretto's minder bitter zijn. Geleidelijk is men bij de bereiding van de ristretto's minder water gaan gebruiken. Een ristretto bevat 15 à 20 ml water, terwijl een espresso 30 à 40 ml water bevat. De hoeveelheid gemalen koffie is bij beide varianten gelijk gebleven.
Een ristretto wordt gewoonlijk uit een espressokopje gedronken, maar er zijn ook speciale ristrettokopjes.

## Bereiding
Voor het bereiden van een ristretto gelden de volgende karakteristieken:
6 - 7 gram koffie
4 - 7 s
9 - 16 bar
92 - 96 °C
Dat wil zeggen: voor een ristretto wordt water van zo'n 95 °C door zes tot zeven gram koffie gestuwd bij een druk van tussen 9 en 16 bar, gedurende vier tot zeven seconden.

## Alternatieve bereiding
Een alternatieve manier om een ristretto te bereiden is door een espresso te maken, maar het apparaat eerder uit te schakelen of het kopje eronder vandaan te halen. Op deze manier wordt alleen het smaakvolste deel van de espresso gedronken dat ook nog eens de minste cafeïne bevat.